# گیورگی آسانیدزه
گیورگی آسانیدزه (گرجی: გიორგი ასანიძე؛ زادهٔ ۳۰ اوت ۱۹۷۵) وزنه‌بردار سابق اهل گرجستان است.
وی در مسابقات کشوری و بین‌المللی در مجموع برندهٔ ۵ مدال طلا، ۲ مدال نقره، ۱ مدال برنز شده‌است.